# Naturpark Sauerland-Rothaargebirge

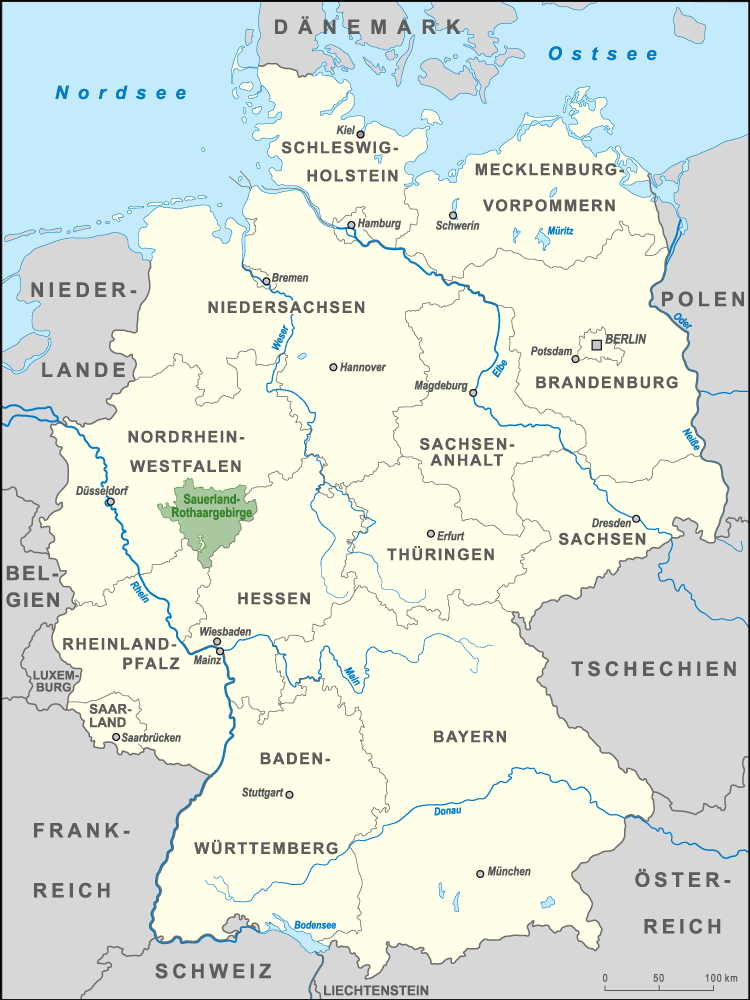
Lage des Naturparks in Deutschland

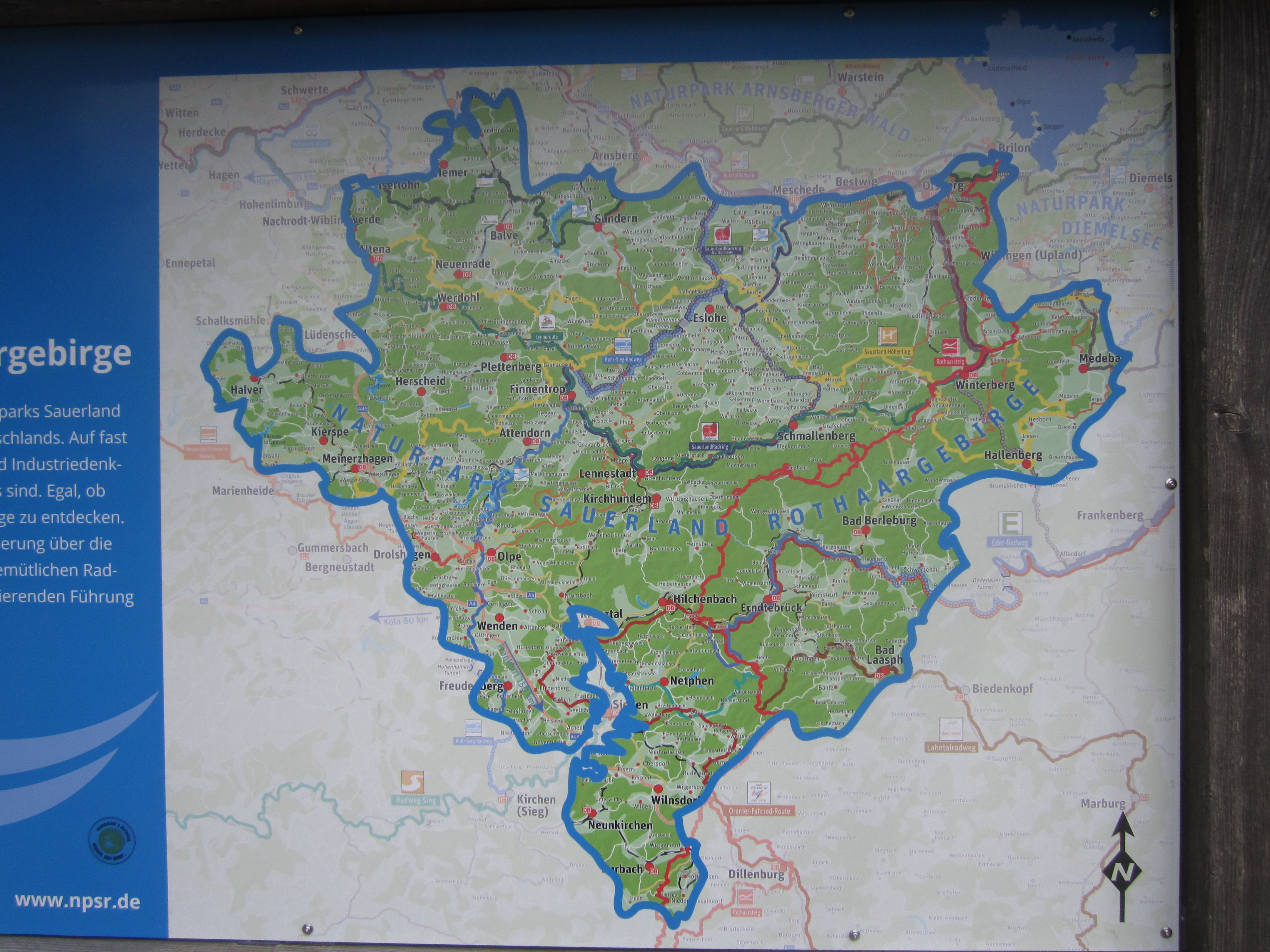
Karte des Naturparks

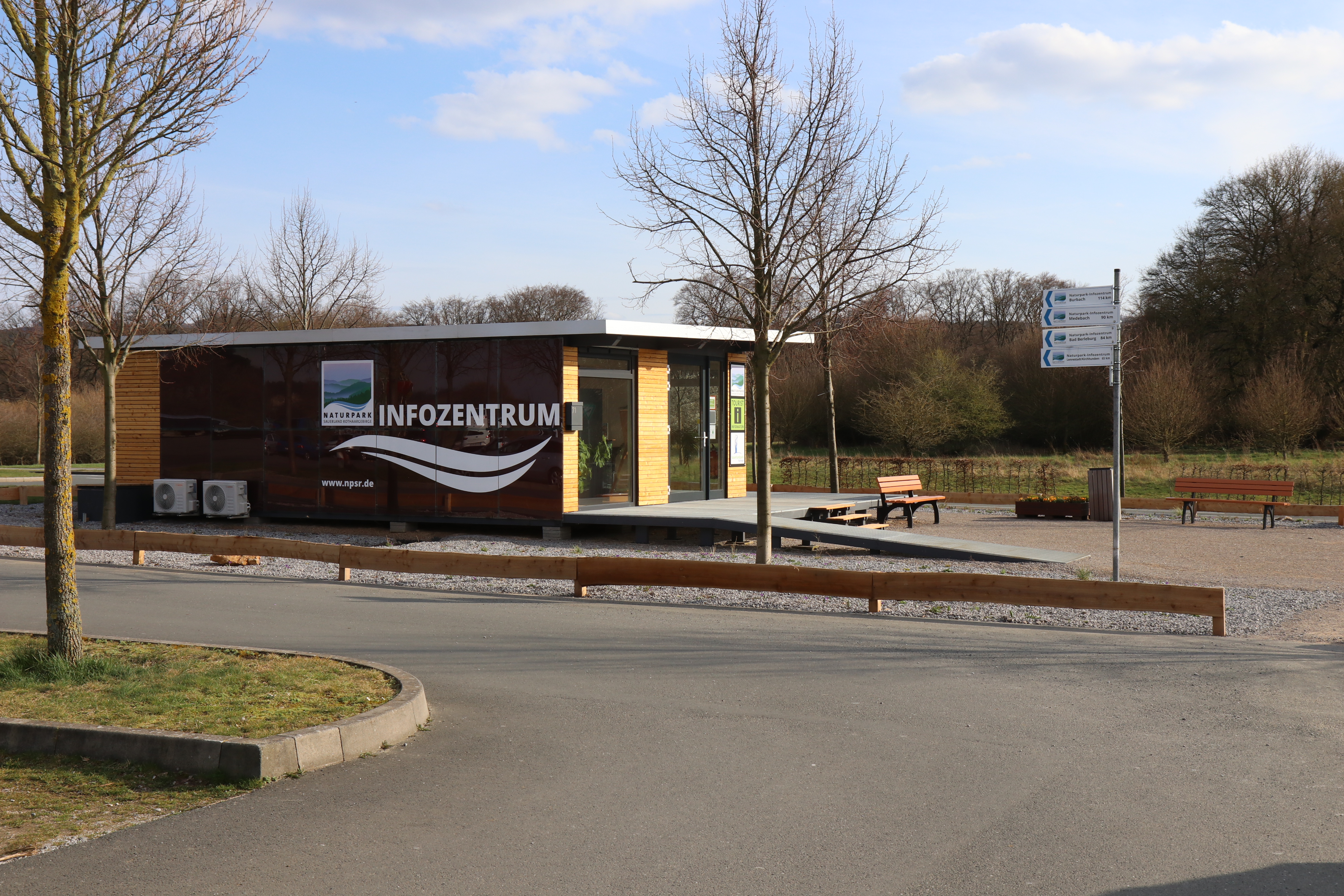
Naturpark-Infozentrum südlich des Sauerlandparkes in Hemer

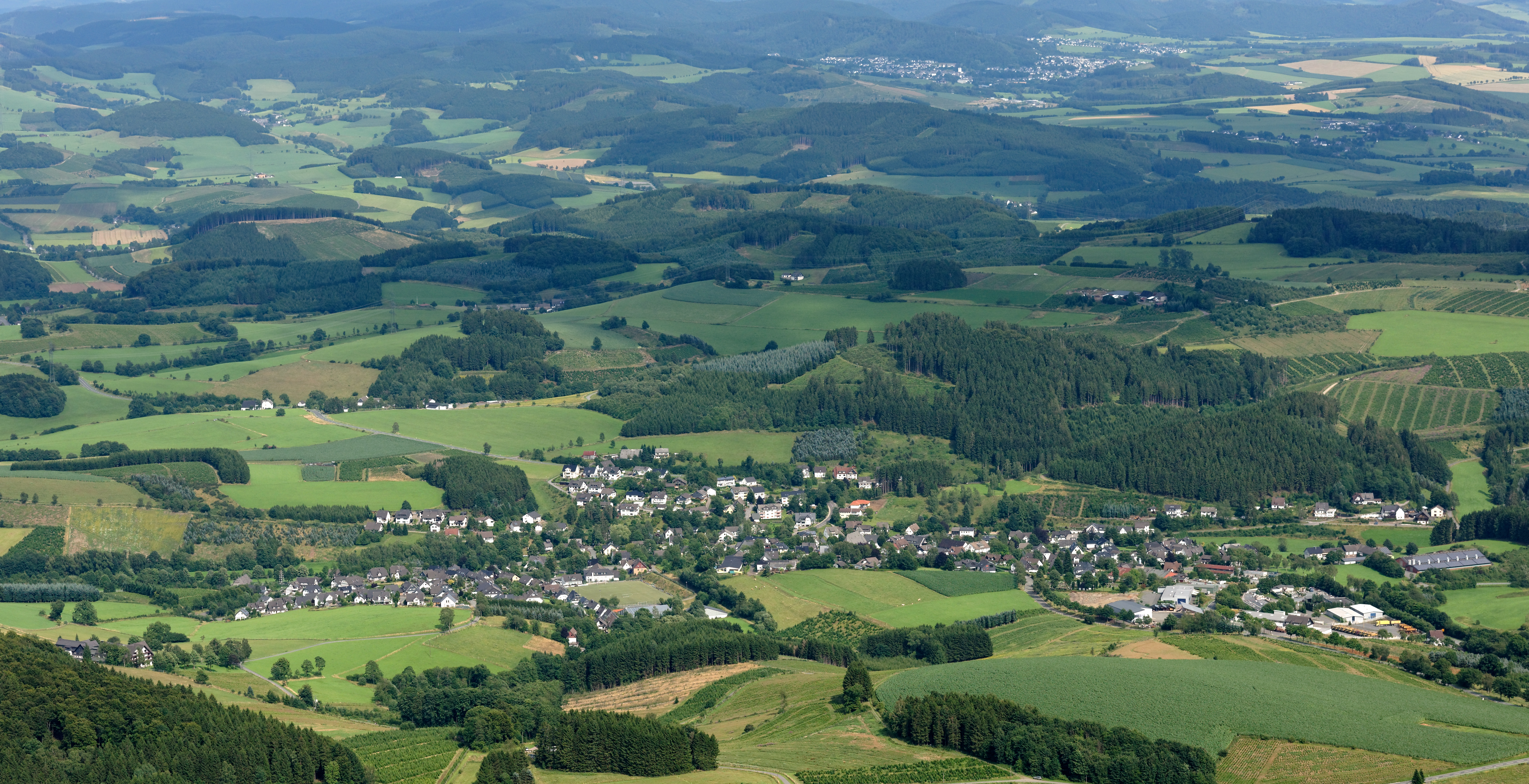
Landschaft mit Eslohe-Cobbenrode

Saalhausen mit Umgebung

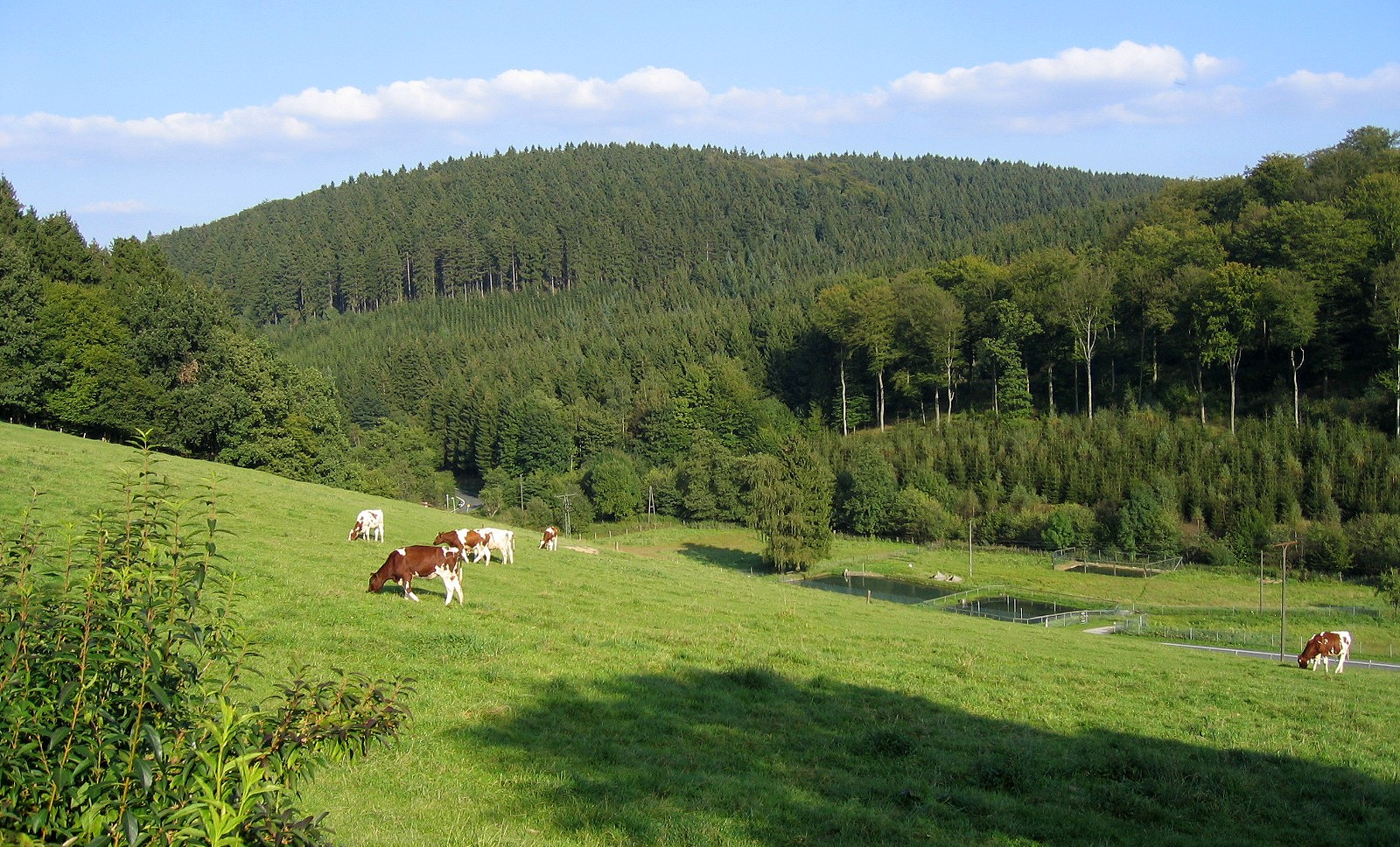
Naturpark Sauerland-Rothaargebirge im Süden Hemers

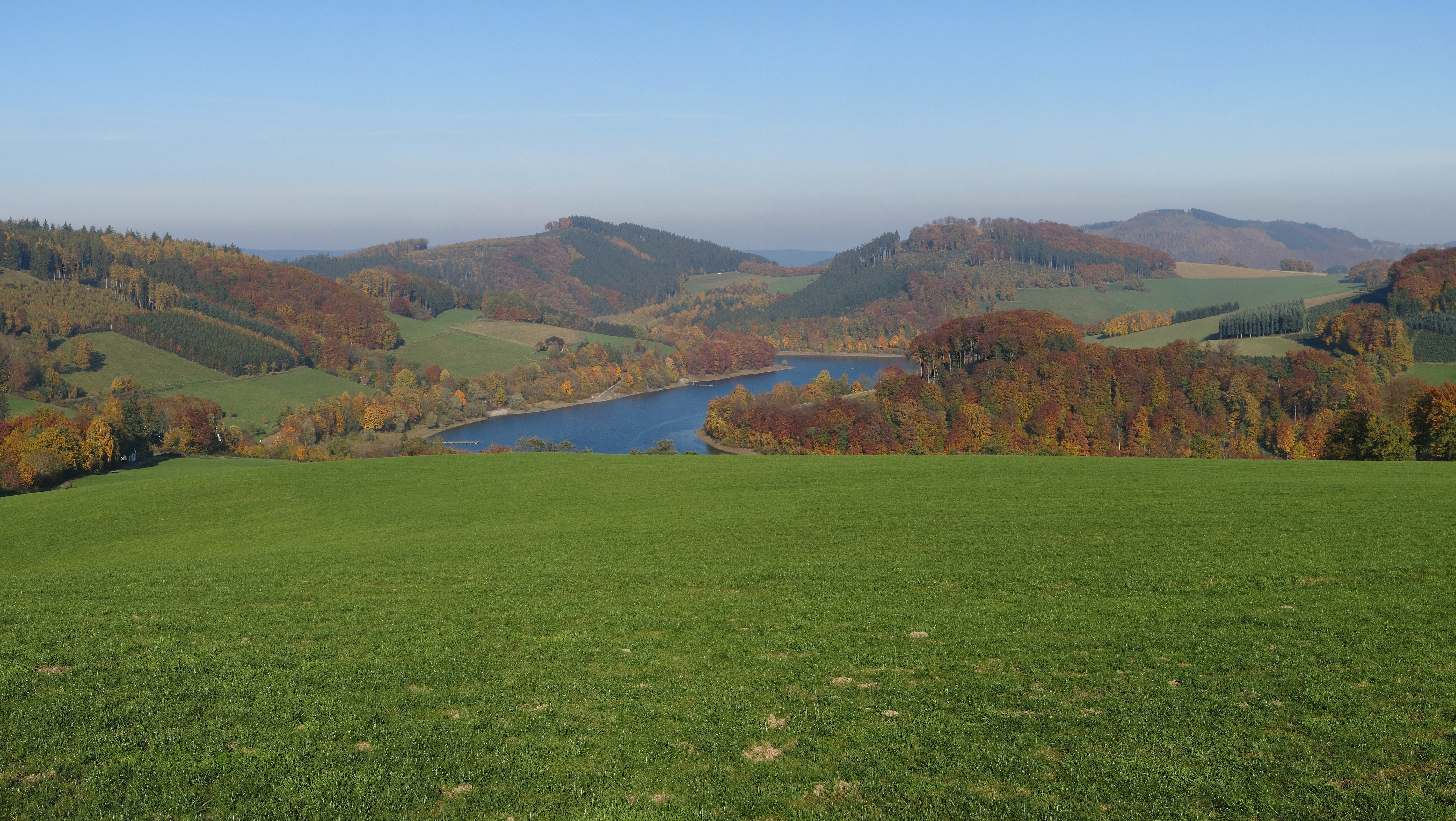
Naturpark Sauerland-Rothaargebirge nahe dem Hennesee

Der Naturpark Sauerland-Rothaargebirge ist ein Naturpark im deutschen Bundesland Nordrhein-Westfalen. Er breitet sich im Märkischen Kreis, im Kreis Olpe, im Kreis Siegen-Wittgenstein und im Hochsauerlandkreis aus, die alle in Südwestfalen liegen.
Der Trägerverein wurde am 29. April 2015 gegründet. Am 30. November 2015 überreichte der Umweltminister von Nordrhein-Westfalen Johannes Remmel die offizielle Anerkennungsurkunde des Landes an den Naturpark. Zum neuen Naturpark wurden der Naturpark Ebbegebirge (777 km²), der Naturpark Homert (550 km²) und der Naturpark Rothaargebirge (1355 km²) mit weiteren Flächen zusammengeschlossen. Der Naturpark betreibt in Bad Berleburg, Burbach, Hemer, Lennestadt/Kirchhundem, Meinerzhagen und Medebach je ein Naturpark-Infozentrum, wobei das Naturpark-Infozentrum Lennestadt/Kirchhundem auf zwei Standorte aufgeteilt ist. Seit seiner Erweiterung um Flächen bei Brilon und im Märkischen Kreis im Jahr 2025 auf 4.215 km² ist der Naturpark Sauerland-Rothaargebirge der größte Naturpark in Deutschland.

## Geographische Lage
Der Naturpark Sauerland-Rothaargebirge erstreckt sich in Teilen des Sauerlandes, des Siegerlandes und des Wittgensteiner Landes. Im Norden reicht er bis an die Ruhr, die Stadtgrenze von Arnsberg und die Kernstadt Brilons. Nach Osten bis Südosten schließt er an der Grenze zu Hessen ab, nach Südwesten an den Grenzen zu Rheinland-Pfalz und dem Regierungsbezirk Köln. Im Siegerland sind lediglich die dicht bebauten Flächen von Siegen bis Kreuztal nicht Teil des Naturparks. Westlichste Gemeinde ist Halver, im Nordwesten reicht der Naturpark bis an die Kernstädte von Lüdenscheid, Iserlohn und Menden.
Höchste Erhebung ist der im Rothaargebirge gelegene Langenberg (843,2 m ü. NHN). Im Naturpark entspringen unter anderem die Flüsse Eder, Lahn, Lenne, Ruhr und Sieg.
Das Landschaftsschutzgebiet Himmhagen ist Bestandteil des Parks.

## Gründung des Naturparks
Am 29. April 2015 wurde in der Stadthalle Schmallenberg der Trägerverein Naturpark Sauerland-Rothaargebirge e. V. gegründet. Zum Vereinsvorsitzenden wurde Bernd Fuhrmann, Bürgermeister von Bad Berleburg, gewählt. In der Halle trafen sich rund 160 Gründungsmitglieder. Zu diesen gehören der Märkische Kreis, die Kreise Olpe und Siegen-Wittgenstein sowie der Hochsauerlandkreis, auf deren Gebiet der Naturpark liegt. Dem Verein gehören ferner 41 Städte und Gemeinden mit Gebietsteilen im Naturpark und 19 Privatpersonen an. Ihm traten außerdem 13 weitere Organisationen bei. Ziele des Naturparks sind touristische Entwicklung, Naturschutz, Umweltkommunikation und Regionalentwicklung. Der Trägerverein hat für 2015 einen Jahresetat von 609.000 Euro. Vorerst sind sechs Vollzeitstellen vorgesehen. Der Naturpark finanziert sich aus Mitgliedsbeiträgen. Zusätzlich werden Finanzmittel für Projekte eingeworben. Als Sitz der Verwaltung wurde Bad Fredeburg bestimmt.
Detlef Lins, bis zum Oktober 2015 Bürgermeister von Sundern, wurde am 1. November 2015 der erste Geschäftsführer des Naturparks.
Als erste überregionale Werbemaßnahme wurde im November 2015 eine Nordmanntanne aus Oberelspe vom Vorsitzenden des Naturparks Bernd Fuhrmann als Weihnachtsbaum für den Bundestag nach Berlin gebracht.

## Projekte des Naturparks
Der Naturpark führte in einigen Naturschutzgebieten mit Partnern Pflegemaßnahmen durch.
Der Naturpark bietet Naturerlebnis-Tage an. Mit Naturpark Kitas und Naturpark Schulen gibt es in einem Netzwerk Kooperationen.
Das Projekt Regionale Produkte wird mit Sauerland-Tourismus, dem Touristikverband Siegerland-Wittgenstein, der Südwestfalen Agentur sowie den acht LEADER-Regionen im Naturparkgebiet durchgeführt. Dabei fördert der Naturpark Sauerland Rothaargebirge die Regionalvermarktung. Es wurde dazu der Einkaufsführer Einkaufen Nebenan erstellt. In dem Direktvermarkter bzw. Verkaufsstellen für regionale Produkte vorgestellt werden. Ein Kochbuch Genuss aus dem Naturpark – Lieblingsrezepte aus dem Naturpark Sauerland Rothaargebirge erstellte man. Die Rezepte stammen von im Naturpark ansässigen Gastronomen. Für die Rezepte sollen regionale Zutaten verwendet werden. Bei am Projekt  Regionale Produkte teilnehmenden Restaurants gibt es auf der Speisekarte dazu Genuss aus dem Naturpark-Gerichte.
Eins der Projekte des Naturparks ist 1.000 Fledermauskästen für den Naturpark. Man möchte 1.000 Fledermauskästen im Naturpark aufhängen. Diese Kästen kann als Bausätze oder als fertige Kästen vom Naturpark beziehen. Sie wurden von Menschen mit Behinderung in den Bigger Werkstätten in Olsberg aus Fichtenholz gefertigt. Das Projekt wird mit einer Förderung durch die Europäische Union und das Land Nordrhein-Westfalen über das Programm ELER bezahlt.